# Elite Forces WWII: Normandy
Elite Forces WWII: Normandy  es un videojuego de disparos en primera persona de 2001 desarrollado por Third Law Interactive y 3LV Games y publicado por ValuSoft para Windows.

## Recepción
GameSpot le dio al juego una puntuación de 4,3 sobre 10, y afirmó: "Si quieres revivir la invasión de Normandía, toma esos $20 y úsalos para comprar el DVD de Salvar al soldado Ryan. Además, la película dura aproximadamente lo que te llevará completar Normandía durante la Segunda Guerra Mundial".
El juego vendió más de 45,000 unidades en Estados Unidos.